# ブラッコム・マウンテン
ブラッコム・マウンテン(Blackcomb Mountain)は、カナダのブリティッシュコロンビア州南西部、ウィスラー市の東にある山で、スキーリゾートのウィスラー・ブラッコムとガリバルディ州立公園の境界にある。ウィスラー・マウンテンはガリバルディ州立公園の端に位置し、この場所に来るためにしばしばリフトが使われる。
何本ものスキーコースが設置されており、ウィスラーの町はウィスラー・マウンテンに面しており、ブラッコムの町はその向かいに面している。2010年バンクーバーオリンピックの滑走競技はこの山の斜面のウィスラー・スライディングセンターで行われた。

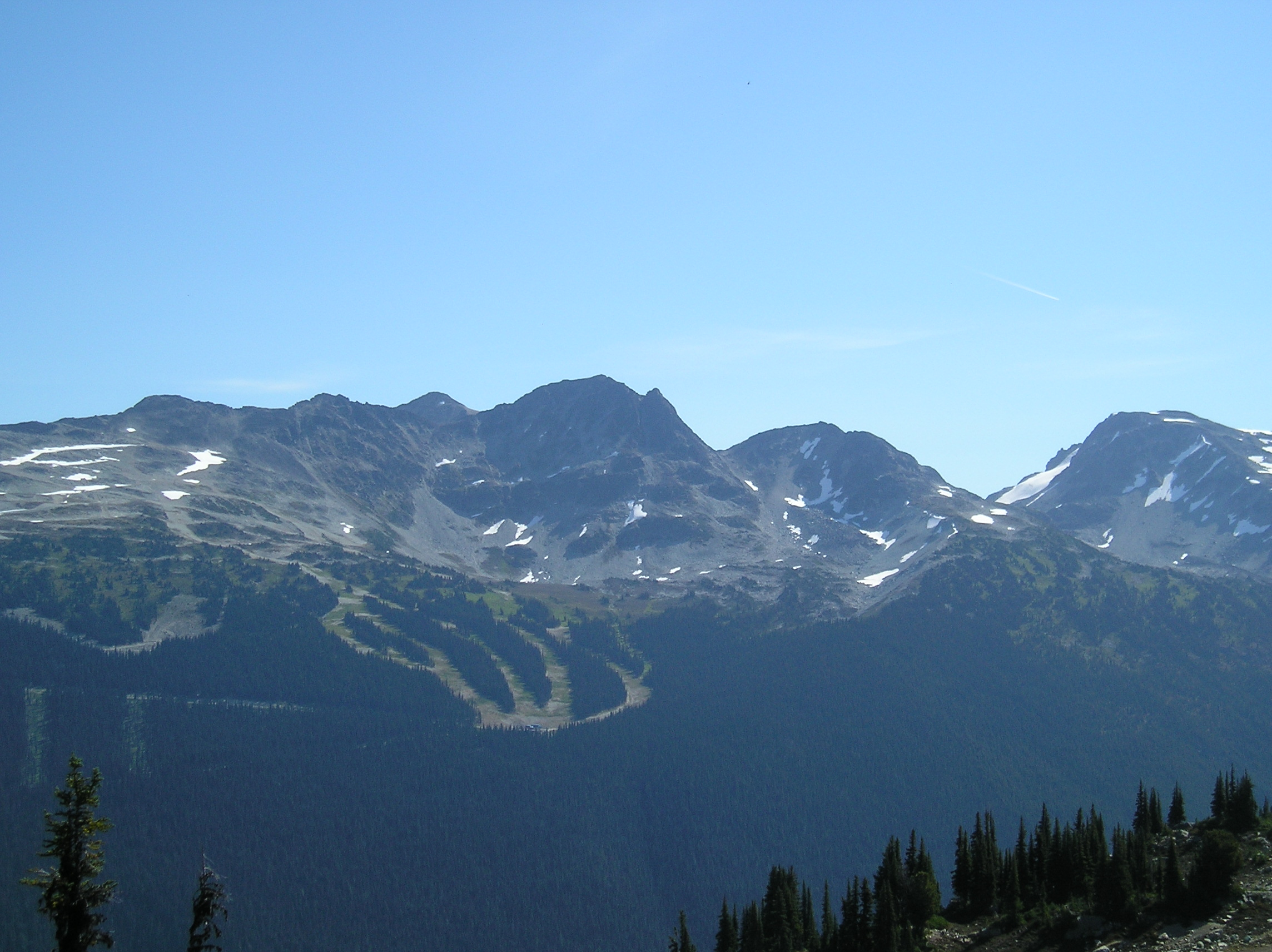
スキーシーズン外のブラッコム
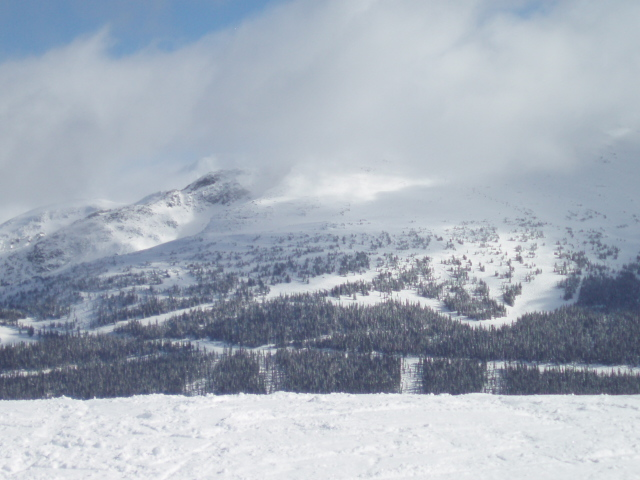
2007年、スキーシーズンのブラッコム

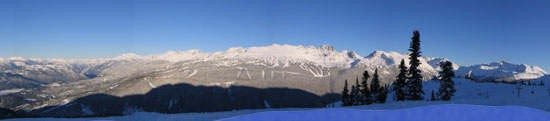
ウィスラー・マウンテンから北を眺めた時のブラッコム・マウンテン。セブンスヘブンというリフトとつながっている雪中の道は中央右に位置している。この雪道の上半分は大きな鉢のような山の頂上に沿っているが、はっきりと見えない。多くのこの山のスキーコースは画像左に下っているが、この写真から確認することは難しい。